# Tabanus orphnos
Tabanus orphnos är en tvåvingeart som beskrevs av Wang 1982. Tabanus orphnos ingår i släktet Tabanus och familjen bromsar. Inga underarter finns listade i Catalogue of Life.